# Mirages
Mirages és una pel·lícula marroquina dirigida per Talal Selhami, estrenada el 2010.

## Sinopsi
Cinc persones de diferents orígens accepten participar en una experiència al Marroc. Es reuneixen en un autobús sense finestres que té un accident. Això és part de l'experiència?

## Repartiment
- Éric Savin: Alexandre German
- Karim Saidi: Hicham
- Aïssam Bouali: Saïd
- Omar Lotfi: Samir
- Mohamed Choubi: L'home del vestit negre
- Chaouki El Ofir: Mustapha
- Meryam Raoui: Assia
- Mustapha El Houari: Jamal
- Mohamed Aouragh: Ahmed
- Laila Fadili: Asmaa
- Hamza Arts

## Honors
La pel·lícula es va presentar com a selecció oficial a competició al Festival Internacional de Cinema Fantàstic de Neuchâteli al XLIV Festival Internacional de Cinema Fantàstic de Catalunya